# Philodromus austerus
Philodromus austerus es una especie de araña cangrejo del género Philodromus, familia Philodromidae. Fue descrita científicamente por L. Koch en 1876.

## Distribución
Esta especie se encuentra en Australia (Queensland).